# Juan José Godoy
Pour les articles homonymes, voir Godoy.
Juan José Godoy (13 juillet 1728, Mendoza, capitainerie générale du Chili - 17 février 1788, Cadix, Royaume d'Espagne) est un prêtre jésuite (jusqu'en 1773), conspirateur, inspirateur de l'indépendance hispano-américaine.

## Éléments de biographie
Descendant d'une grand famille de conquistadors espagnols, Juan José Godoy entre à l'âge de 15 ans dans la Compagnie de Jésus à Santiago du Chili. Lorsque l'ordre d'expulsion des Jésuites d'Amérique est prononcé par la puissance espagnol en 1767, il choisit d'entrer dans la clandestinité et se réfugie dans le Haut-Pérou (Territoire de Chuquisaca). L'année suivante, en 1768, il est néanmoins arrêté et expulsé vers l'Italie. Il ne verra jamais plus sa terre natale.
Il vit en exil en Italie (qui n'existait pas encore) à Imola jusqu'à la date officielle de la suppression de la Compagnie de Jésus en 1773. Par la suite il s'installe à Bologne puis à Florence avant de se rendre à Livourne d'où il embarque clandestinement pour Londres en mai 1781. Il reste à Londres 4 ans vivant dans la précarité et s'engageant alors dans les débats politiques de l'époque, cherchant surtout à rallier la Grande Bretagne au projet de soutenir une révolte en l'Amérique du Sud vivant à la création d'un État indépendant comprenant les provinces du Chili, du Pérou, de Tucumán et de la Patagonie. Ses propres cartes de la région serviront plus tard de base au plan Maitland, mis en œuvre par José de San Martín, lors de la réalisation de l'indépendance de l'Amérique du Sud.
Ses efforts infructueux il s'exile à nouveau vers les États-Unis d'Amérique. Le départ de Godoy pour les États-Unis est interprété par les agents espagnols comme le début d'un soutien à un soulèvement dans les provinces sud-américaines. Sa tête est mise à prix. L'archevêque et vice-roi Antonio Caballero y Góngora réussit à faire revenir Godoy, lui alors croyant qu'une révolte se préparait à Carthagène. Il est arrêté et livré au tribunal de Carthagène. Après l'avoir soumis à des interrogatoires et des tortures pendant plus d'un an, il est déporté à Cadix (en 1787) et enfermé dans la forteresse de Santa Catalina, où il meurt de maladie et d'épuisement le 17 février 1788.